# Copo descartável

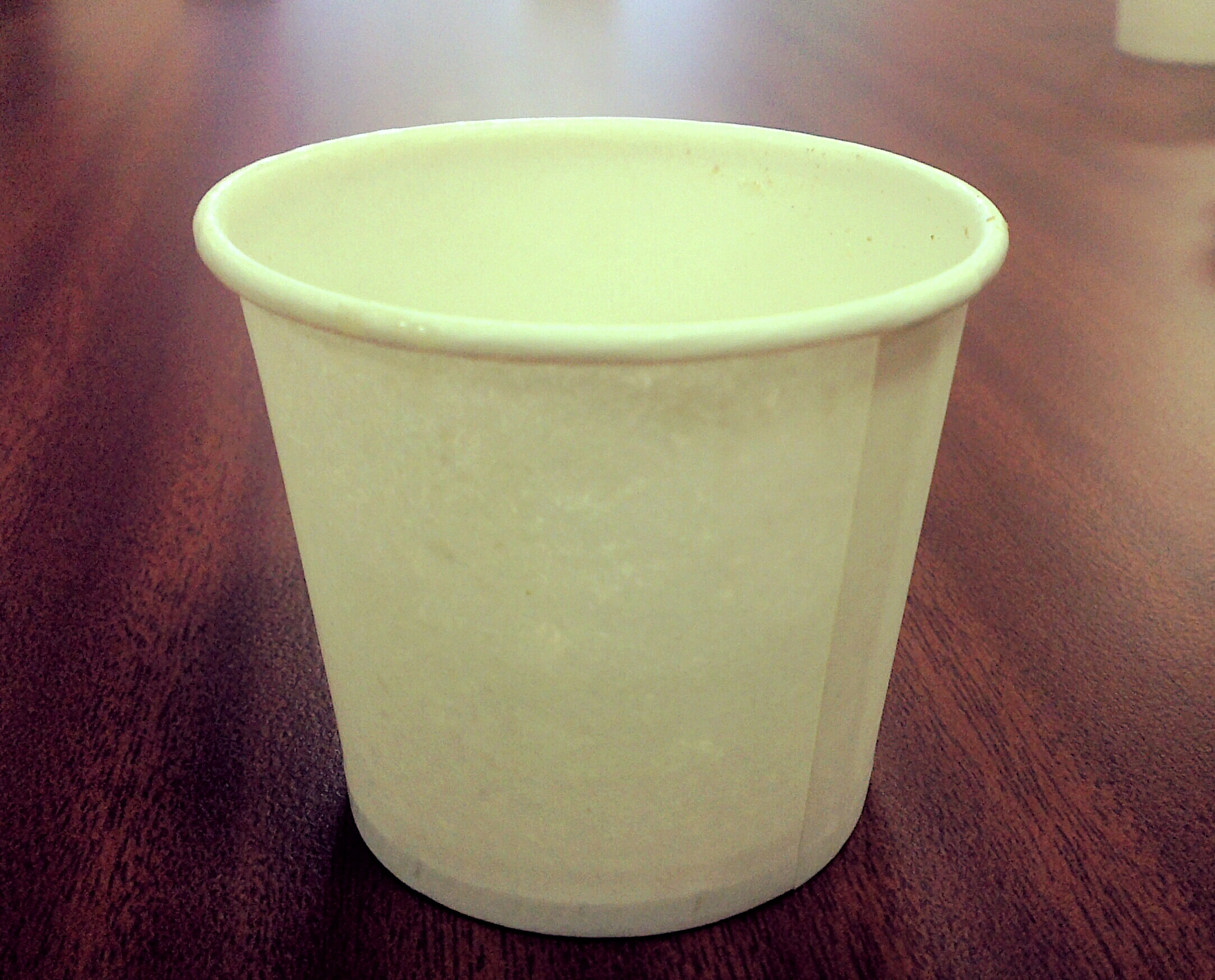
Um copo descartável de papel

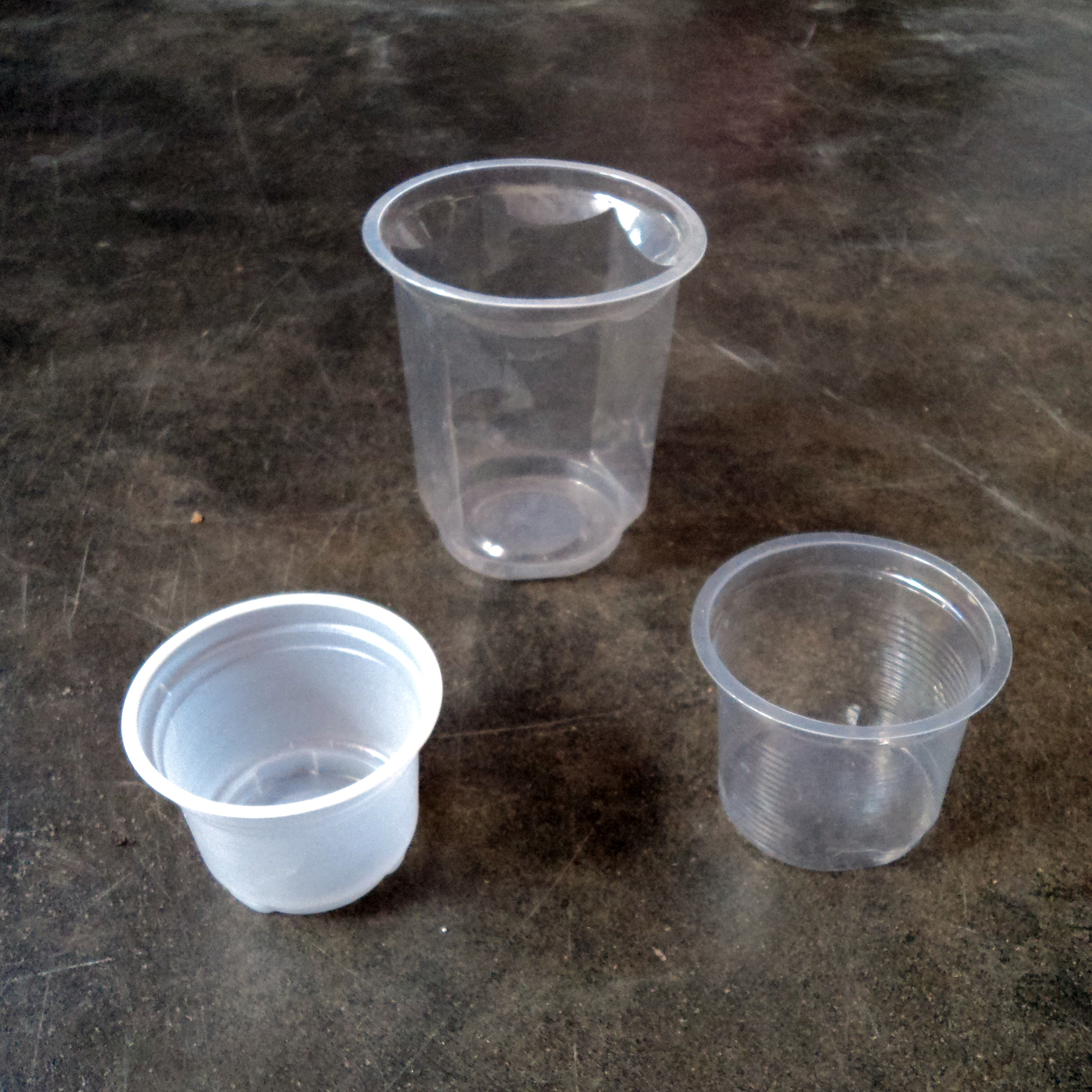
Copos descartáveis de plástico

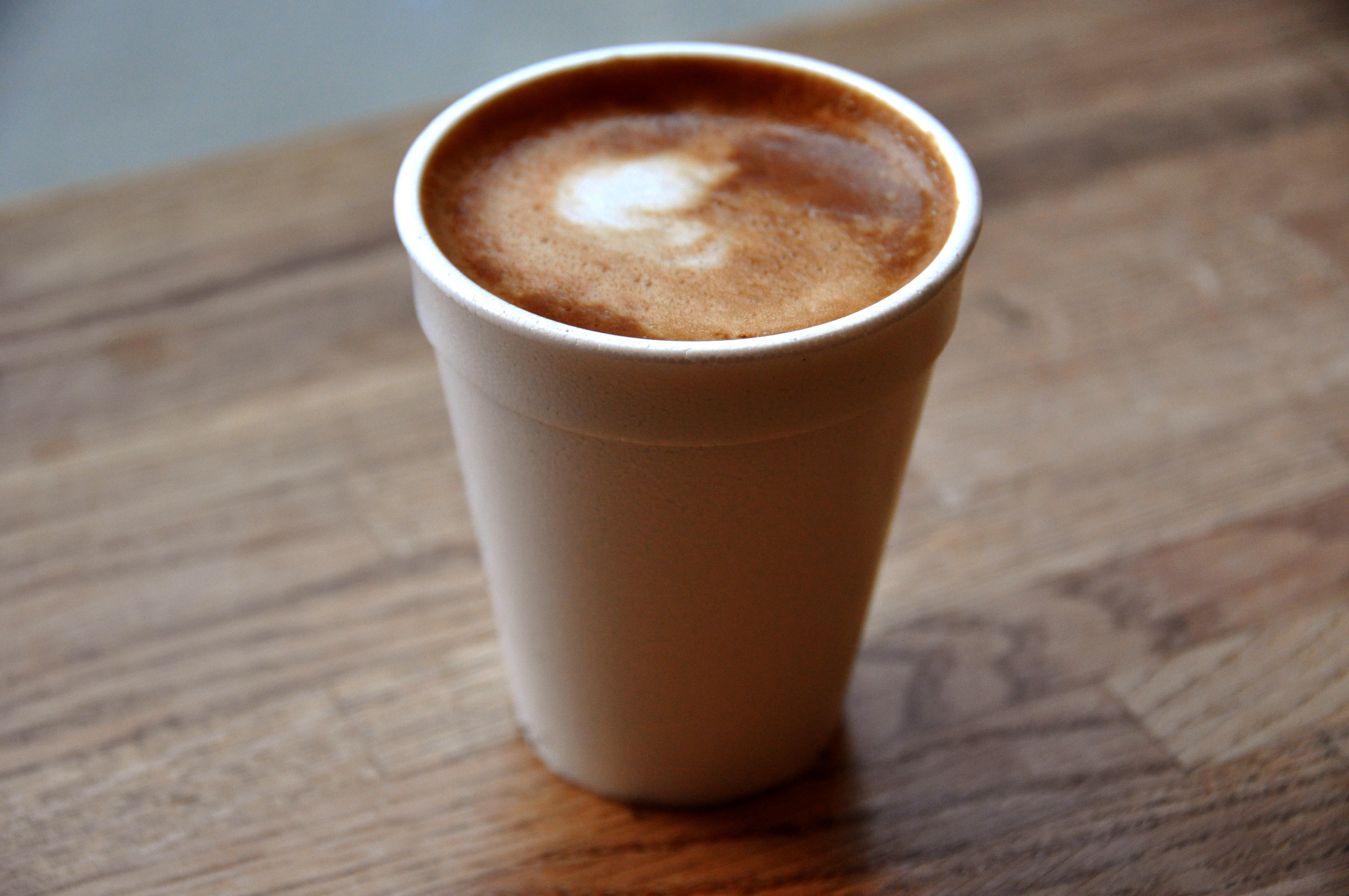
Um copo descartável de isopor contendo café

Um copo descartável é um copo que pode ser descartado após o uso. Os tipos de copos descartáveis incluem copos de papel, copos de plástico e copos de isopor. O poliestireno expandido é usado para fabricar copos de isopor e o polipropileno é usado para fabricar copos de plástico.
Como são produzidos para utilização única, copos descartáveis e outros produtos semelhantes são algumas das principais fontes de resíduos domésticos e de consumo, como resíduos de papel e resíduos de plástico. Estima-se que uma família média descarte cerca de 70 copos descartáveis por ano.

## História
O copo descartável de papel em forma de cone foi inventado em 1908 por Lawrence Luellen, e em 1912 Luellen e Hugh Moore começaram a comercializar o Health Kup, outro copo descartável de papel. O Health Kup foi projetado para criar um meio para as pessoas beberem água de barris públicos sem espalhar germes, o que ocorria quando se usava um copo comum (compartilhado) ou uma concha para segurar a água. O Health Kup foi posteriormente renomeado para Dixie Cup e recebeu o nome de uma marca de bonecas. Mais tarde, Luellen e Moore desenvolveram um copo de sorvete descartável feito de papel, que incluía tampas com imagens de esportistas, estrelas de cinema e animais.

## Usos comerciais
Algumas empresas, como varejistas de café e lojas de donuts, vendem produtos em copos descartáveis. Um livro de 2011 estimou que uma cadeia de lojas de donuts utilizou mil milhões de copos de café descartáveis num ano, o suficiente para dar duas voltas à Terra. Um artigo de 2012 na OnEarth disse que a Starbucks usou mais de quatro bilhões de copos de café descartáveis em 2011. A marca de macarrão instantâneo Cup Noodles usa copos de isopor de poliestireno expandido para conter o produto. Ao macarrão seco do recipiente é adicionada água quente ou fervente, que cozinha o produto em poucos minutos. A Nissin Foods começou a comercializar o produto em copos de isopor no início dos anos 1970.

## Poluição
A fabricação de copos de papel contribui para a poluição da água quando produtos químicos como cloro, dióxido de cloro e sulfetos reduzidos entram nos cursos de água. A fabricação de copos de isopor contribui para a poluição do ar quando o pentano é liberado no ar. O conteúdo de plástico nos copos de papel revestidos de plástico contribui para o problema da poluição por plástico, quando os copos são descartados como lixo.

## Reciclagem e outras medidas ambientais
A reciclagem de embalagens de polipropileno na calçada aumentou gradualmente em alguns países desenvolvidos, mas ainda é bastante limitada.
O McDonald's mudou de copos de isopor para copos de papel em 2014 e está começando a reciclar copos de papel no Reino Unido, a partir de 2016, em parceria com Simply Cups e James Cropper.

## Alternativas
Diversas redes de cafeterias oferecem desconto se o cliente trouxer o próprio copo.
Em festivais como a Oktoberfest da Baviera, os custos por roubo ou quebra são evitados sem o uso de descartáveis: o cliente paga antecipadamente por um copo ou caneca e recebe um desconto na devolução.

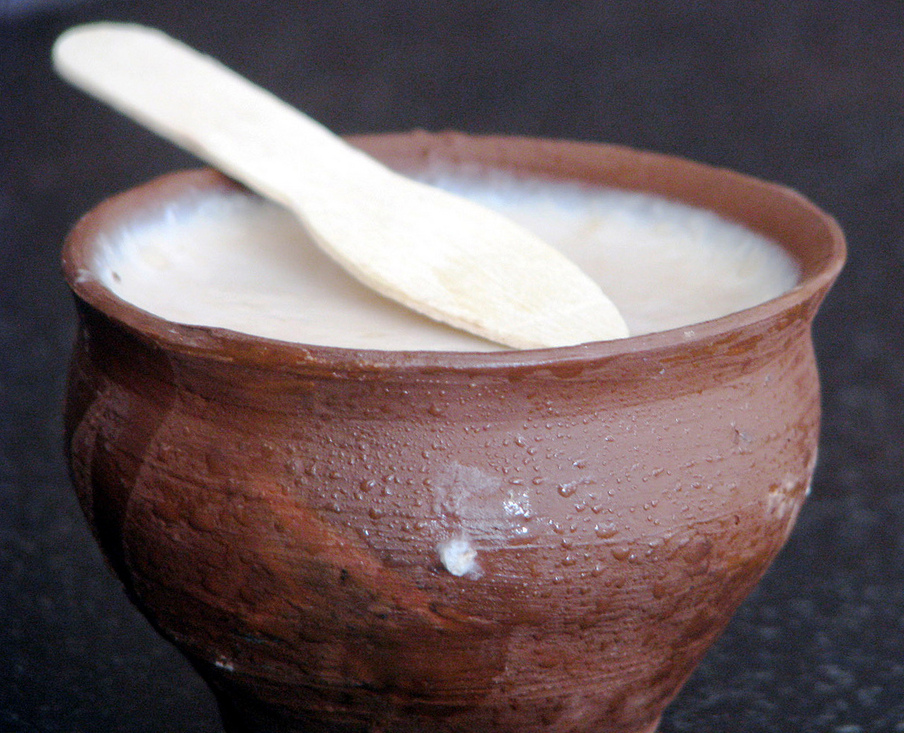
Uma tigela de argila kulhar descartável com dahi (coalhado)

O kulhar é um copo de barro tradicional sem alça do Sul da Ásia, que está sendo utilizado como alternativa aos copos de plástico devido à sua natureza biodegradável. Eles normalmente não são pintados nem vidrados e devem ser descartáveis. A característica mais interessante do kulhar é não ser pintado e isso diferencia um kulhar de um copo de terracota. O kulhar não é vidrado do avesso. Como os kulhars são feitos em forno e quase nunca são reutilizados, eles são inerentemente estéreis e higiênicos. Os bazares e barracas de comida no subcontinente indiano tradicionalmente serviam bebidas quentes, como chá, em kuhlars, o que impregnava a bebida com um "aroma terroso" que muitas vezes era considerado atraente. Iogurte, leite quente com açúcar e algumas sobremesas regionais, como o kulfi (sorvete tradicional), também são servidos nos kulhars. Os kulhars gradualmente deram lugar aos copos de poliestireno e de papel couché, porque estes últimos são mais leves para transportar a granel e mais baratos.⁠⁠